# Parisotoma notabilis
Espèce
Parisotoma notabilis est une espèce de collembole entomobryomorphe de la famille des Isotomidae,. Cette espèce ubiquiste est présente sur tous les continents, à l'exception de l'Antarticque, et elle est largement répandue en Amérique du Nord et en Eurasie.   

## Description
La coloration varie d'un gris plus ou moins foncé et certains spécimens peuvent aborder une teinte bleutée. Cette espèce peut mesurer jusqu'à 1 mm, mais une taille de 0,9 mm et moins est plus fréquente.